# Antonio Burgos
 Antonio Burgos Belinchón (Sevilla, 30 de mayo de 1943-ibidem, 20 de diciembre de 2023) fue un periodista y escritor español.

## Biografía
Nació en Sevilla el 30 de mayo de 1943. La defensa de la cultura y tradición de Andalucía ha destacado en su obras y artículos periodísticos. Se licenció en Filosofía y Letras en la Universidad de Sevilla y en Filología Románica en la de Madrid. Inició su trayectoria como periodista en 1966, al ingresar en el diario ABC, donde había desarrollado prácticas como alumno de la Escuela Oficial de Periodismo. En aquella época colaboró también con las revistas Hermano Lobo y La Codorniz, y se convierte en corresponsal en Andalucía del diario Madrid y la revista Triunfo.
Durante la dictadura, como estudiante colaboró en actividades del Círculo "Jaime Balmes" y de las Juventudes Monárquicas, participando luego como profesional en la creación de los grupos democráticos CP S.A. y Alianza Socialista de Andalucía, integrados más tarde en la Junta Democrática de España y origen del Partido Andalucista, señalándose en la oposición andaluza contra la dictadura de Franco por sus artículos en "Madrid" y "Triunfo", así como por su libro "Andalucía, ¿Tercer Mundo?".
En 1977, ya como redactor en jefe de ABC, comienza a publicar una columna diaria. En 1984 es nombrado Subdirector del mencionado diario, cargo que ocupó hasta 1990. En ese momento se traslada a Diario 16 y más tarde, en 1993 a El Mundo. Desde 2002 escribió también en ¡Hola! y a partir de septiembre de 2004 volvió e publicar una columna diaria en ABC.
Colaboró, desde 1983, en Protagonistas, el programa radiofónico de Luis del Olmo, y durante muchos años lo hizo en la tertulia El Estado de la Nación, con Alfonso Ussía, Luis Sánchez Polack y Antonio Mingote. Entre 1993 el formato se adaptó a televisión y Antonio Burgos se incorporó al programa de Telecinco Este país necesita un repaso, debate dirigido y presentado por José Luis Coll y que se mantuvo en pantalla hasta 1994.
En 1993 obtiene el Premio Agustín Merello de la Comunicación por la Asociación de la Prensa de Cádiz.
Se considera a sí mismo como un escritor gaditano nacido en Sevilla, de ahí su cita: La gente de Cai nacemos donde nos sale de los cojones... En 1972 ganó el premio Ciudad de Marbella con la novela "El contrabandista de pájaros" estando el jurado presidido por el poeta José María Pemán. En 1988 fue pregonero junto a Carlos Cano del Carnaval de Cádiz, junto al que escribió la copla Habanera de Cádiz que se publicó en el álbum Cuaderno de Coplas de 1985.
En octubre de 2000, tras conocer que la banda terrorista ETA pretendía atentar contra él se fue a vivir a Suiza durante un año.
En octubre de 2002 fue nombrado Hijo Adoptivo de la Ciudad de Cádiz, tras haberse solicitado el hecho mediante más de cinco mil firmas de ciudadanos gaditanos. El 9 de marzo de 2008 pronunció el pregón de la Semana Santa de Sevilla, de la cual es un gran apasionado y entendido, aunque en numerosas ocasiones la haya acusado de un importante grado de antisemitismo visible en la imaginería de los pasos, aspecto al que es más sensible debido a su origen judeoconverso.
En febrero de 2020 se le nombró Hijo Predilecto de Andalucía.
En diciembre de 2023, 3 días antes de su muerte, se le otorgaba el premio Andalucía de Periodismo.

## Controversias
Antonio Burgos ha participado en diversas polémicas acerca de la homosexualidad. Desde diversos colectivos LGBT se le ha calificado reiteradas veces de homófobo.
En septiembre de 2009 protagonizó una polémica al insultar, en un artículo de tono irónico, a las hijas (menores de edad) del Presidente del Gobierno de España José Luis Rodríguez Zapatero desde las páginas del diario ABC. El artículo fue posteriormente retirado de la web del periódico. Sus ataques al entonces presidente del Gobierno en la figura de miembros de su familia continuaron en el artículo "Desenjaulemos a Sonsoles", publicado en ABC el 21 de abril de 2010.
También es controvertido por sus reiterados insultos a algunas mujeres, como Montserrat Nebrera, parlamentaria del Partido Popular en Cataluña, tildándola de «catalana de mierda» A Carme Chacón, Ministra de Defensa de España, a Bibiana Aído, titular del Ministerio de Igualdad de España, y Leire Pajín, secretaria de organización del Partido Socialista de España (PSOE). Sus comentarios han sido condenados por El Observatorio de la Imagen de las Mujeres del Instituto de la mujer como vejatorios.

## Obras
- Los días del gozo: pregón de la Semana Santa de Sevilla (2008)
- Rapsodia española: antología de la poesía popular (2005)
- Alegatos de los gatos: relatos con retratos de los gatos literatos (2004)
- Gatos sin fronteras: andanzas y fortunas de Remo, un gato callejero (2003)
- Artículos de lujo: Sevilla en cien recuadros (2003)
- Juanito Valderrama: mi España querida (2002)
- Jazmines en el ojal (2001)
- Reloj, no marques las horas (1998)
- Mirando al mar soñé (1997)
- Las lágrimas de San Pedro (1984)
- Las cabañuelas de agosto (1982)
- Libelo contra Madrid (1980)
- El contrabandista de pájaros (1975)
- Guía secreta de Sevilla (1974)
- Andalucía ¿tercer mundo? (1971)
- El contador de sombras (1970)

## Canciones
- Habaneras de Cádiz, coautor de la letra con Carlos Cano (1986).
- Habaneras de Sevilla.
- Va por usted.
- Pasan los Campanilleros, letra.
- Sevillanas de Chamberí, letra. Música de Carlos Cano.

## Premios y distinciones
- Hijo Predilecto de Andalucía, concedido por la Junta de Andalucía (28 de febrero de 2020).
- XXXVIII Premio Andalucía de Periodismo, concedido por el Gobierno andaluz, en reconocimiento a su trayectoria profesional de periodista sevillano, referente del columnismo español y defensor de los valores sociales y patrimoniales de Andalucía (17 de diciembre de 2023).[21]

| Predecesor: Enrique Esquivias de la Cruz | Pregonero de la Semana Santa de Sevilla 2008 | Sucesor: Enrique Hernares Ortega |